# Ступино (станция)
Сту́пино — железнодорожная станция Павелецкого направления Московской железной дороги в одноимённом городе Московской области. Входит в Рязанский центр организации работы железнодорожных станций ДЦС-2 Московской дирекции управления движением. По основному характеру работы является промежуточной, по объёму работы отнесена к 3 классу.
Это первая станция на Павелецком направлении, относящаяся к Московско-Рязанскому региону Московской железной дороги и к Рязанскому ДЦС-2, предыдущая станция Жилёво относится к Московско-Курскому региону и к Московско-Горьковскому ДЦС-8, как и весь участок от станции Москва-Пассажирская-Павелецкая.
На станции заканчивается трехпутный участок от Москвы с трёхзначной светофорной автоблокировкой, далее на юг к Ожерелью идёт двухпутный участок с четырёхзначной светофорной автоблокировкой,так как на участке интенсивное движение грузовых поездов. Ранее на юг продолжался третий путь, так называемый Ступинский обход, т. к. он делал значительную петлю на восток, примыкал у моста через Оку на бывшем посту Белопесоцкий. К 2004 году третий путь полностью разобран.
Работают пригородные электропоезда Москва-Пассажирская-Павелецкая — Узуново. Один поезд прибывает с БМО: Яганово — Ступино.